# 巴音赛街道
巴音赛街道，是中华人民共和国内蒙古自治区乌海市乌达区下辖的一个乡镇级行政单位。

## 行政区划
巴音赛街道下辖以下地区：
先锋社区、团结社区和幸福社区。